# Copris fallax
Copris fallax là một loài bọ cánh cứng trong họ Bọ hung (Scarabaeidae).